# Mammillaria longimamma

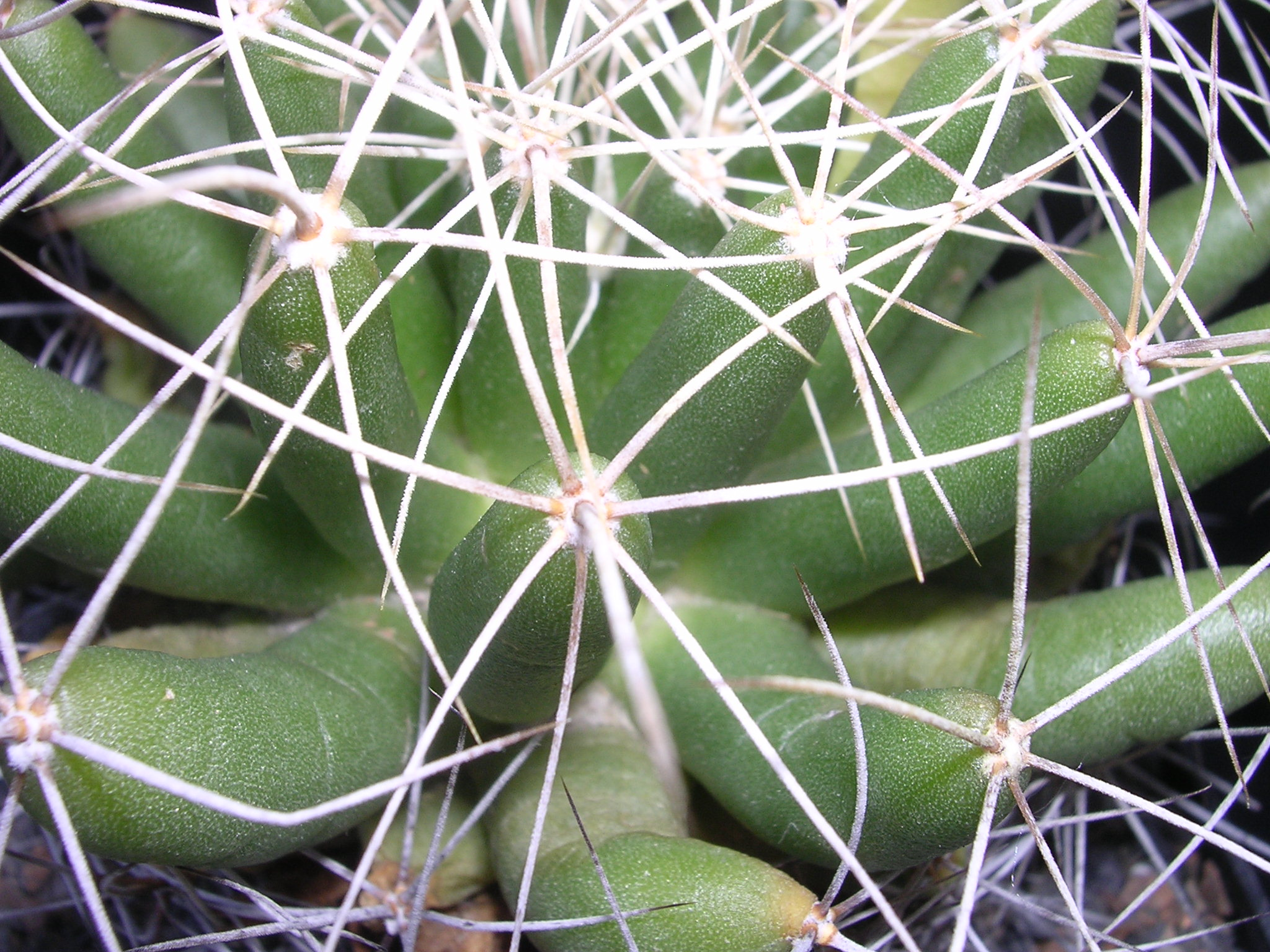
Die langen Warzen von Mammillaria longimamma

Mammillaria longimamma ist eine Pflanzenart aus der Gattung Mammillaria in der Familie der Kakteengewächse (Cactaceae). Das Artepitheton longimamma leitet sich von den lateinischen Worten longus für ‚lang‘ sowie mamma für ‚Warze‘ ab und verweist auf die langen Warzen der Art.

## Beschreibung
Mammillaria longimamma wächst für gewöhnlich zunächst einzeln, verzweigt sich später von der Basis aus und bildet kleine Gruppen. Ihre Wurzeln sind etwas knollig. Die kugelförmigen, glänzend grünen Triebe erreichen eine Wuchshöhe und einen Durchmesser von 8 bis 15 Zentimetern. Die weit voneinander entfernten, langen Warzen sind weichfleischig, zylindrisch und weisen einen elliptischen Querschnitt auf. Sie sind ohne Milchsaft. In den Axillen ist nur spärlich Wolle vorhanden. Der Mitteldorn, von dem manchmal 2 bis 3 vorhanden sind, der aber auch fehlen kann, ist weißlich mit einer dunklen Spitze und bis zu 25 Millimeter lang. Die weißen bis blassbraunen 8 bis 10 Randdornen sind pfriemähnlich, gerade oder schwach gebogen und 12 bis 20 Millimeter lang.
Die kanariengelben, trichterförmigen Blüten haben eine Länge und einen Durchmesser von 4 bis 6 Zentimetern. Die Staubfäden sind gelb, die 5- bis 8-teilige Narbe ist gelbgrün. Die kugel- bis eiförmigen gelblichen Früchte sind 10 bis 12 Millimeter lang und enthalten braune, umgekehrt-eiförmige punktierte Samen.

## Verbreitung, Systematik und Gefährdung
Mammillaria longimamma ist in den mexikanischen Bundesstaaten Guanajuato, Hidalgo, Querétaro und San Luis Potosí verbreitet.
Die Erstbeschreibung erfolgte 1828 durch Augustin-Pyrame de Candolle. Nomenklatorische Synonyme sind Cactus longimamma (DC.) Kuntze (1891), Dolichothele longimamma (DC.) Britton & Rose (1923) und Neomammillaria longimamma (DC.) Fosberg (1931).
In der Roten Liste gefährdeter Arten der IUCN wird die Art als „Vulnerable (VU)“, d. h. als gefährdet geführt.

## Nachweise